# Joseph Kowalski
Pour les articles homonymes, voir Kowalski.
Ne doit pas être confondu avec Joseph Kowalski (naturaliste).
Joseph (ou Józef) Kowalski est un prêtre catholique, de nationalité polonaise, né le 13 mars 1911 à Siedliska en Pologne et tué le 4 juillet 1942 à Auschwitz.
L'Église catholique le reconnaît martyr et bienheureux depuis 1999 ; il est fêté le 4 juillet.

## Biographie
Ayant intégré l'ordre des Salésiens de Don Bosco en 1927, il est ordonné prêtre en 1938. Il devient ensuite le secrétaire de l’Inspection salésienne de Cracovie, et s'occupe de la jeunesse au travers de conférences, d'enseignements et de projets musicaux (chorale) dans sa paroisse de Sainte-Marie Auxiliatrice.
Sa réputation en Pologne en fait une cible pour l'occupant allemand qui le fait arrêter le 23 mai 1941 avec onze autres salésiens. Il est ensuite déporté au camp de concentration d'Auschwitz. Il y montre son courage, prend le rôle d'aumônier, rassemble un groupe de chrétiens de plus en plus nombreux et organise des prières nocturnes clandestines. Secrètement, il célèbre la messe, confesse et prononce des homélies. Il s'échappe d'une fosse d'aisance où il a été jeté avec d'autres prisonniers pour y être noyés ; sommé, par moquerie, de bénir les noyés, il en profite pour réciter publiquement le Notre Père et les prières de pardon. 
Le 4 juillet 1942, le SS Gerhard Palitzsch trouve son chapelet et lui ordonne de marcher dessus. Le P. Kowalski refuse et s'agenouille ; le nazi le frappe alors et s'acharne sur lui jusqu'à le tuer.
Joseph Kowalski est proclamé « bienheureux » lors de la cérémonie de béatification par Jean-Paul II le 13 juin 1999 à Varsovie, parmi un groupe de 108 martyrs polonais de la persécution nazie.

## Citation
« Souffrir et être méprisé pour Toi, Seigneur. Avec une pleine connaissance et une volonté pleinement décidée et prête à toutes les conséquences, j’embrasse la douce croix de l’appel du Christ et je veux la porter jusqu’à la fin, jusqu’à la mort. »